# Glypta floridana
Glypta floridana är en stekelart som beskrevs av Dasch 1988. Glypta floridana ingår i släktet Glypta och familjen brokparasitsteklar. Inga underarter finns listade i Catalogue of Life.